# OFK Petrovac
OFK Petrovac este un club de fotbal din Petrovac, Muntenegru.